# Occhieppo Inferiore
Occhieppo Inferiore es una localidad y comune italiana de la provincia de Biella, región de Piamonte.

## Evolución demográfica
| Gráfica de evolución demográfica de Occhieppo Inferiore entre 1861 y 2017 |
|                                                                           |
| Fuente ISTAT                                                              |